# Trükkös halál
A Trükkös halál 1986-ban bemutatott amerikai krimi-kalandfilm.
A filmnek egy folytatása lett Trükkös halál 2. címmel, és egy tévésorozat is készült belőle.

## Cselekmény
|  | Alább a cselekmény részletei következnek! |

Rollie Tyler a filmes trükkök szakavatott mestere, szinte bármilyen effektet, szörnyet, látványt létre tud hozni, ami csak egy filmben szükséges lehet. Tudására ezúttal azonban nem a filmkészítők, hanem a nyomozószervek tartanak igényt, mivel szeretnének eltüntetni egy fontos koronatanút, aki a maffia ellen tanúskodna. A tanú maga is a szervezett bűnözés meghatározó alakja volt korábban, ezért várható, hogy megpróbálják eltenni láb alól. Hogy elébe menjenek az eseményeknek, el akarják játszani a férfi halálát, ezért megkérik Rollie-t, hogy a trükktudásával segítsen hitelesen előadni a színjátékot, amit mint maffialeszámolást a nagy nyilvánosság előtt adnának elő a hitelesség kedvéért. A férfit egy étteremben, nyílt színen kéne „lelőni”, de hogy minden rendben menjen Rollie-nak kell a „gyilkosnak” lennie. A gondos előkészületek után azonban mégsem a tervek szerint alakulnak az események: a tanú látszólagos megölése után valakik Rollie életére törnek, és a valódinak tűnő álgyilkossággal még gyilkosnak is beállíthatják. Rollie élete teljesen felfordul, egyetlen reménye az önfejű Leo McCarthy nyomozó, aki Rollie-val szövetkezve, annak trükkjeinek segítségével igyekszik kideríteni, milyen piszkos ügy húzódik a háttérben...

## Szereplők
| Szerep                | Színész        | 1. magyar hang     | 2. magyar hang   | 3. magyar hang |
| --------------------- | -------------- | ------------------ | ---------------- | -------------- |
| Roland `Rollie` Tyler | Bryan Brown    | Ujréti László      | Ujréti László    | Tarján Péter   |
| Leo McCarthy hadnagy  | Brian Dennehy  | Gáti Oszkár        | Konrád Antal     | Bolla Róbert   |
| Ellen                 | Diane Venora   | Kútvölgyi Erzsébet | Györgyi Anna     | Dudás Eszter   |
| Lipton                | Cliff De Young | Dörner György      | Forgács Péter    | Vári Attila    |
| Mason ezredes         | Mason Adams    | Velenczey István   | Kun Vilmos       | Uri István     |
| Nicholas DeFranco     | Jerry Orbach   | Rajhona Ádám       | Melis Gábor      |                |
| Mickey                | Joe Grifasi    | Usztics Mátyás     | Kassai Károly    |                |
| Andy                  | Martha Gehman  | Frajt Edit         | Kiss Erika       |                |
| Wallenger százados    | Roscoe Orman   | Dózsa László       | Csuja Imre       |                |
| Murdoch hadnagy       | Trey Wilson    | Végvári Tamás      | Cs. Németh Lajos |                |